# Алексичи (Львовская область)
Алексичи (укр. Олексичі) — село в Стрыйской городской общине Стрыйского района Львовской области Украины.
Население по переписи 2001 года составляло 674 человека. Занимает площадь 12,55 км². Почтовый индекс — 82440. Телефонный код — 3245.